# Muara Jauh
Muara Jauh is een bestuurslaag in het regentschap Lahat van de provincie Zuid-Sumatra, Indonesië. Muara Jauh telt 853 inwoners (volkstelling 2010).